# مهاة جنوب إفريقيا
مَهاة جنوب إفريقيا أو الجَمَزْبوكة أو أرْخ الصحراء أو مارِيَّة الصحراء هي ظبي صحراوي يُصنف كأحد أنواع جنس المهاة الأربعة، ويُعد الأكبر من بين جميع الأنواع الثلاث الأخرى. يَقطن هذا النوع من المهاة صحراء كلهاري الواسعة ويَمتد انتشاره الجغرافي عبرَ جنوب غرب القارة الإفريقية، بحيث يَشمل بلدان ناميبيا وبوتسوانا وزيمبابوي وجنوب إفريقيا. تراجع عدد مَهاة جنوب إفريقيا كثيرًا في العُقود الأخيرة، لكنها لا زالت تواجه تهديدات جادَّة بالانقراض حتى الآن.

## صور

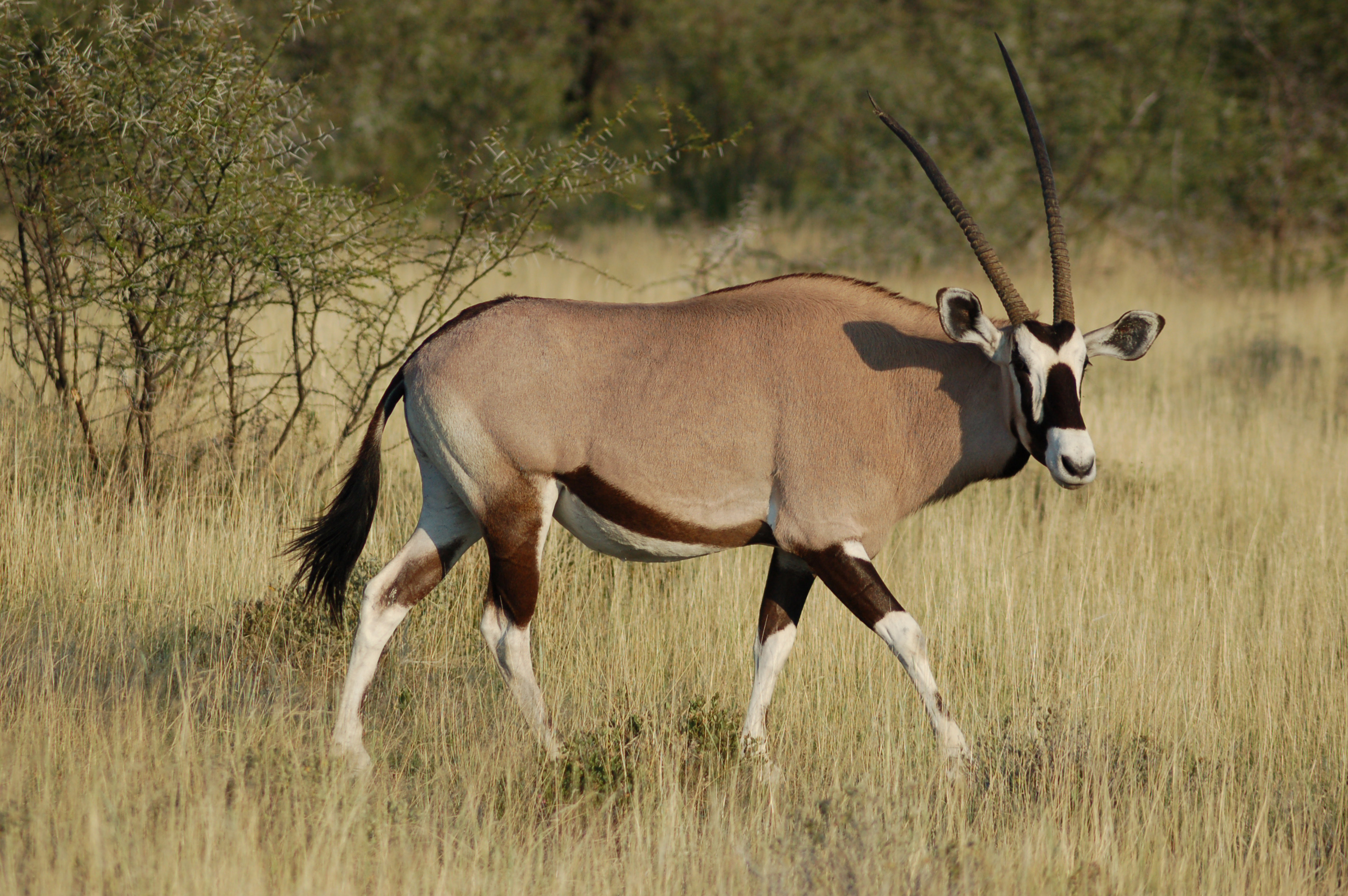
مَهاة جنوب إفريقيا في منتزه إيتوشا الوطني بدولة ناميبيا.
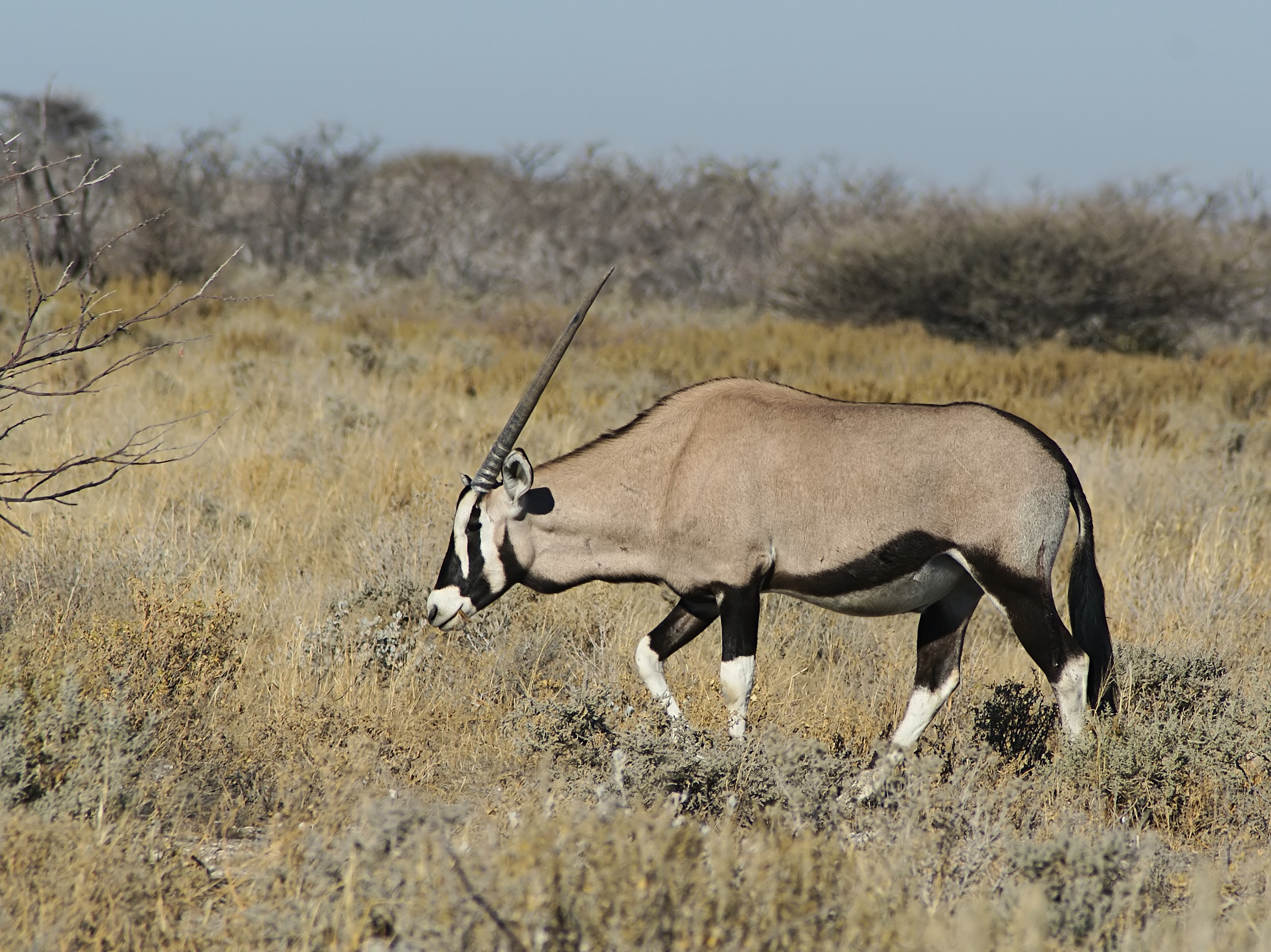
قرب أوكيفي، منتزه إيتوشا الوطني، ناميبيا.